# Colon salvadorien
Le colon salvadorien était la monnaie officielle du Salvador entre 1892 et 2001, avant qu'il soit remplacé par le dollar américain.

## Histoire
Le colón salvadorien a été nommé d’après le navigateur Christophe Colomb (Cristóbal Colón en espagnol).
Les pièces :
5, 10, 25, 50 centimes, 1, 5 colón
Les billets :
1, 2, 5, 10, 25, 50, 100, 200 colones